# 千早赤阪村立千早小吹台小学校
千早赤阪村立千早小吹台小学校（ちはやあかさかそんりつ ちはやこぶきだい しょうがっこう）は、大阪府南河内郡千早赤阪村にある公立小学校。
ここでは統合前の千早小学校・小吹台小学校についても述べる。

## 概要
前身の千早赤阪村立千早小学校と千早赤阪村立小吹台小学校が統合し、2008年に開校した。学校敷地は旧小吹台小学校のものを使用している。

## 沿革

### 統合前
千早赤阪村立千早小学校
校舎は大阪府南河内郡千早赤阪村東阪388にあった。校章には、地元の武将楠木正成の家紋である菊水がデザインされていた。
- 1873年 - 前身である中津原・東阪・小吹・千早の4つの下等小学校が開校。
- 1891年4月5日 - 4校を統合し、千早尋常小学校となる。
- 1893年 - 千早を分離し、中津原尋常小学校と改称する。
- 1901年9月13日 - 千早尋常高等小学校と改称し、校舎を東阪に移転（創立記念日：9月13日）。
- 1947年 - 学制改革により千早村立千早小学校と改称する。
- 1956年 - 千早村と赤阪村の合併により千早赤阪村立千早小学校となる。
- 2001年 - 創立100周年記念式典を開催。
- 2008年3月31日 - 閉校。

千早赤阪村立小吹台小学校
- 1975年4月1日 - 創立。
- 2008年3月31日 - 閉校。

### 統合後
- 2008年
  - 4月1日 - 千早赤阪村立千早小吹台小学校として開校。
  - 4月8日に統合式を行う。
- 2009年1月13日 - 校歌制定[1]。

## 通学区域
- 東阪、中津原、吉年、小吹

卒業生は千早赤阪村立中学校に進学する。

## 交通
- 南海高野線および近鉄長野線　河内長野駅から南海バス小吹台団地線「小吹台行き（410系統）」に乗車し、終点「小吹台」バス停下車すぐ。